# Theronia pygmaea
Theronia pygmaea là một loài tò vò trong họ Ichneumonidae.